# Offingen
Offingen è un comune tedesco di 4 172 abitanti, situato nel land della Baviera.